# 維多利亞宮

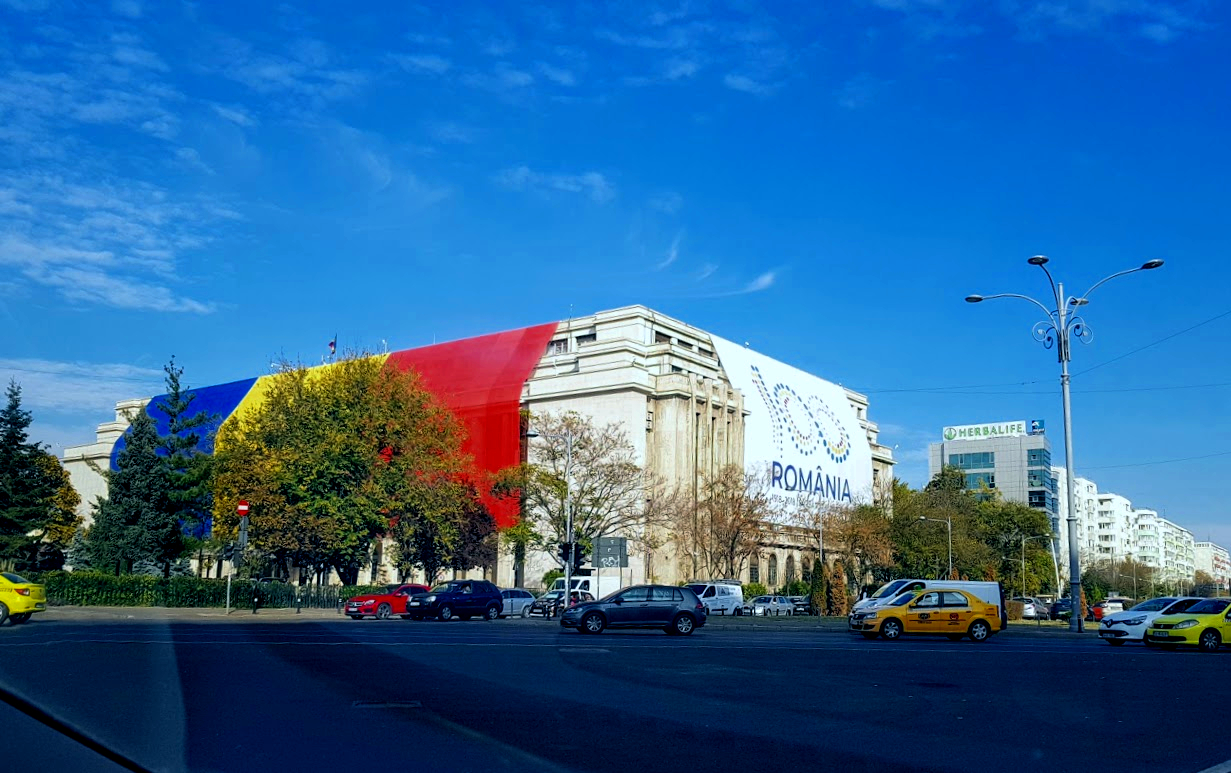
維多利亞宮

維多利亞宮（羅馬尼亞語：Palatul Victoria）是羅馬尼亞首都布加勒斯特的一棟政府建築，位於勝利廣場。現在這種建築是羅馬尼亞總理及內閣的辦公地點。維多利亞宮設計於1937年，在1944年接近竣工。二戰中這座建築嚴重受損，但戰後得到修復，並在1952年啟用。